# Persone di nome Luigi/Politici
| Questa pagina contiene informazioni ricavate automaticamente dalle voci biografiche con l'ausilio del template Bio e di un bot. L'aggiornamento è periodico e automatico e ricostruisce completamente la pagina. Se manca una persona in questa lista, sei pregato di non aggiungerla, ma accertati piuttosto che la sua voce biografica contenga il template Bio e che i dati anagrafici siano correttamente compilati. Se il template Bio manca, inseriscilo tu stesso o, in alternativa, metti l'avviso {{tmp\|Bio}} che ne segnala la mancanza. Se i dati riportati sono sbagliati, correggi direttamente la voce biografica; le modifiche saranno visibili in questa lista entro pochi giorni. Per chiarimenti vedi il progetto antroponimi. La lista contiene solo le 320 persone che sono citate nell'enciclopedia e per le quali è stato implementato correttamente il template Bio. Pagina aggiornata al 22 lug 2025. |

Questa è una lista di persone presenti nell'enciclopedia che hanno il nome Luigi e sono politici.

## A(13)
- Luigi Abbiati, politico, antifascista e partigiano italiano (Melegnano, n. 1897 - San Bernardino Verbano, † 1944)
- Luigi Albore Mascia, politico italiano (Pescara, n. 1965)
- Gino Alfani, politico italiano (Agnone, n. 1866 - Torre Annunziata, † 1942)
- Luigi Alippi, politico e avvocato italiano (Urbino, n. 1817)
- Luigi Allegato, politico italiano (San Severo, n. 1896 - San Severo, † 1958)
- Luigi Amadori, politico italiano (Verona, n. 1886)
- Luigi Anderlini, politico italiano (Posta, n. 1921 - Roma, † 2001)
- Luigi Angrisani, politico e medico italiano (Bracigliano, n. 1905 - Bracigliano, † 1978)
- Luigi Arisio, politico italiano (Torino, n. 1926 - Torino, † 2020)
- Luigi Arnone, politico italiano (Serradifalco, n. 1921 - Palermo, † 2020)
- Luigi Arrigossi, politico e avvocato italiano (Verona, n. 1824 - Verona, † 1906)
- Luigi Augussori, politico italiano (Lodi, n. 1972)
- Luigi Avogadro di Quaregna, politico italiano (Torino, n. 1826 - Torino, † 1900)

## B(37)
- Luigi Bacciconi, politico italiano (Verona, n. 1898 - Verona, † 1979)
- Luigi Bagnolati, politico italiano (Bondeno, n. 1892 - Bologna, † 1976)
- Luigi Baino, politico italiano (Asti, n. 1810 - † 1873)
- Luigi Balduzzi, politico italiano (Casei Gerola, n. 1898 - † 1982)
- Luigi Barbavara di Gravellona, politico italiano (Gravellona Lomellina, n. 1818 - † 1871)
- Luigi Barbiano di Belgioioso, politico italiano (Milano, n. 1803 - Milano, † 1885)
- Luigi Baroffio, politico italiano (Vedano Olona, n. 1892)
- Luigi Antonio Baruffaldi, politico e avvocato italiano (Riva del Garda, n. 1820 - Riva del Garda, † 1905)
- Luigi Baruffi, politico italiano (Abbiategrasso, n. 1943)
- Luigi Basile, politico italiano (Benevento, n. 1869 - Benevento, † 1951)
- Luigi Basso, politico italiano (Feltre, n. 1862 - Feltre, † 1950)
- Luigi Benedetti, politico italiano (Trento, n. 1898 - † 1962)
- Luigi Benevelli, politico e medico italiano (Bozzolo, n. 1942)
- Luigi Berlingeri, politico italiano (Crotone, n. 1816 - Crotone, † 1900)
- Luigi Bernardi Patrizi, politico italiano (Montorio al Vomano, n. 1842 - Roma, † 1916)
- Luigi Bertoldi, politico italiano (San Candido, n. 1920 - Verona, † 2001)
- Luigi Bilucaglia, politico e dirigente sportivo italiano (Pola, n. 1891 - Padova, † 1971)
- Luigi Bima, politico italiano (Fossano, n. 1915 - Fossano, † 2002)
- Luigi Binard, politico italiano (Livorno, n. 1827 - Fauglia, † 1897)
- Luigi Biscardi, politico italiano (Larino, n. 1928 - Campobasso, † 2019)
- Luigi Bobba, politico italiano (Cigliano, n. 1955)
- Luigi Bobbio, politico italiano (Napoli, n. 1957)
- Luigi Boggio, politico italiano (Nicosia, n. 1942)
- Luigi Bonati, politico italiano (Cremona, n. 1820 - Cremona, † 1895)
- Luigi Bonelli, politico, magistrato e avvocato italiano (Roma, n. 1811 - Bologna, † 1892)
- Luigi Borghi, politico e sindacalista italiano (Como, n. 1924 - † 2006)
- Luigi Borrelli, politico italiano (Lama dei Peligni, n. 1949)
- Luigi Borsari, politico italiano (Mirandola, n. 1921 - Modena, † 1983)
- Luigi Borsari, politico italiano (Ferrara, n. 1804 - Ferrara, † 1887)
- Luigi Bortolussi, politico italiano (Codroipo, n. 1927 - Rovigo, † 2012)
- Luigi Bosi, politico italiano (Sansepolcro, n. 1874 - Sansepolcro, † 1946)
- Luigi Bosi, politico e militare italiano (Trecenta, n. 1814 - Trecenta, † 1890)
- Luigi Bozzaotra, politico e patriota italiano (Massa Lubrense, n. 1763 - Napoli, † 1799)
- Luigi Brasiello, politico italiano (Isernia, n. 1960)
- Luigi Bulleri, politico italiano (Pomarance, n. 1934 - Pisa, † 2024)
- Luigi Burtulo, politico italiano (Udine, n. 1918 - † 1991)
- Luigi Buzio, politico e sindacalista italiano (San Salvatore Monferrato, n. 1915 - Acqui Terme, † 1996)

## C(44)
- Luigi Cacciatore, politico e sindacalista italiano (Mercato San Severino, n. 1900 - Roma, † 1951)
- Luigi Cagnetta, politico e magistrato italiano (Terlizzi, n. 1859 - Roma, † 1939)
- Luigi Caiazza, politico italiano (Siano, n. 1912 - † 2005)
- Luigi Callaini, politico e avvocato italiano (Monticiano, n. 1848 - Firenze, † 1933)
- Luigi Guglielmo Cambray-Digny, politico italiano (Firenze, n. 1820 - San Piero a Sieve, † 1906)
- Luigi Canzi, politico, imprenditore e patriota italiano (Milano, n. 1839 - Milano, † 1922)
- Luigi Capaldo, politico italiano (Bisaccia, n. 1855 - † 1947)
- Luigi Capra, politico italiano (Vicenza, n. 1872 - Vicenza, † 1951)
- Luigi Capri Cruciani, politico, imprenditore e scrittore italiano (Marino, n. 1883 - Roma, † 1944)
- Luigi Caracciolo, politico e militare italiano (Napoli, n. 1826 - Milano, † 1889)
- Luigi Carbonari, politico italiano (Folgaria, n. 1880 - Strigno, † 1971)
- Luigi Carlo Caron, politico italiano (Vercelli, n. 1879 - † 1954)
- Luigi Caruso, politico italiano (Catania, n. 1953)
- Luigi Agostino Casati, politico italiano (Milano, n. 1827 - Milano, † 1881)
- Luigi Casciello, politico e giornalista italiano (Benevento, n. 1963)
- Luigi Casero, politico italiano (Legnano, n. 1958)
- Luigi Castagno, politico e sindacalista italiano (Torino, n. 1893 - Torino, † 1971)
- Luigi Castagnola, politico italiano (Sestri Levante, n. 1936)
- Luigi Castellani Fantoni, politico italiano (Pavia, n. 1821 - Roma, † 1877)
- Luigi Castiglione, politico italiano (Bronte, n. 1881 - † 1956)
- Luigi Cavalli, politico italiano (San Nazario, n. 1839 - Vicenza, † 1924)
- Luigi Teresio Cavallo, politico italiano (Cuneo, n. 1883 - Cuneo, † 1957)
- Luigi Cerutti, politico italiano (Torino, n. 1917 - † 1994)
- Luigi Cesaro, politico italiano (Sant'Antimo, n. 1952)
- Luigi Chiala, politico e giornalista italiano (Ivrea, n. 1834 - Roma, † 1904)
- Luigi Chiereghin, politico italiano (Treviso, n. 1923 - Treviso, † 1981)
- Luigi Chinaglia, politico e patriota italiano (Montagnana, n. 1841 - Montagnana, † 1906)
- Luigi Cipriani, politico, attivista e sindacalista italiano (Milano, n. 1940 - Cremona, † 1992)
- Luigi Cipriani, politico italiano (Contigliano, n. 1923 - Roma, † 1982)
- Luigi Cocilovo, politico e sindacalista italiano (Palermo, n. 1947)
- Luigi Cogodi, politico italiano (San Basilio, n. 1943 - Cagliari, † 2015)
- Luigi Alberto Colajanni, politico e scultore italiano (Bricherasio, n. 1943)
- Luigi Colonna, politico italiano (Bari, n. 1927 - Bari, † 1998)
- Luigi Compagna, politico italiano (Napoli, n. 1948)
- Luigi Conte, politico italiano (Roma, n. 1912 - † 2005)
- Luigi Contu, politico, giurista e sindacalista italiano (Arbatax, n. 1901 - Padova, † 1969)
- Luigi Corazzin, politico italiano (Arcade, n. 1888 - San Pietro in Casale, † 1946)
- Luigi Corti, politico e diplomatico italiano (Gambarana, n. 1823 - Roma, † 1888)
- Luigi Emanuele Corvetto, politico e avvocato italiano (Genova, n. 1756 - Genova, † 1821)
- Luigi Cova, politico italiano (Varese, n. 1881 - Varese, † 1969)
- Luigi Covatta, politico e giornalista italiano (Forio d'Ischia, n. 1943 - Roma, † 2021)
- Luigi Credaro, politico, storico della filosofia e pedagogista italiano (Sondrio, n. 1860 - Roma, † 1939)
- Luigi Crespellani, politico e avvocato italiano (Cagliari, n. 1897 - Sassari, † 1967)
- Luigi Cucchi, politico italiano (Bergamo, n. 1837 - Bergamo, † 1898)

## D(26)
- Luigi D'Agrò, politico italiano (Bassano del Grappa, n. 1948)
- Luigi D'Ambrosio Lettieri, politico italiano (Bari, n. 1955)
- Luigi D'Angelo, politico italiano (Napoli, n. 1923 - † 2000)
- Luigi D'Eramo, politico italiano (L'Aquila, n. 1976)
- Luigi Dallai, politico italiano (Siena, n. 1968)
- Luigi Dalvit, politico italiano (Trento, n. 1921 - † 1981)
- Luigi Dari, politico italiano (Folignano, n. 1852 - Spello, † 1919)
- Luigi Dassogno, politico italiano (Berbenno, n. 1913 - Sondrio, † 1995)
- Luigi De Blasio Di Palizzi, politico italiano (Reggio Calabria, n. 1838 - Napoli, † 1896)
- Ciriaco De Mita, politico italiano (Nusco, n. 1928 - Avellino, † 2022)
- Luigi De Mossi, politico italiano (Siena, n. 1960)
- Luigi De Puppi, politico italiano (Villanova del Judrio, n. 1843 - Tricesimo, † 1917)
- Luigi De Santis, politico italiano († 1993)
- Luigi De Sena, politico, dirigente pubblico e poliziotto italiano (Nola, n. 1943 - Roma, † 2015)
- Luigi Deffenu, politico italiano (Nuoro, n. 1888 - † 1972)
- Luigi Della Pina, politico italiano (Massa, n. 1951)
- Luigi Della Torre, politico e banchiere italiano (Alessandria, n. 1861 - Casciago, † 1937)
- Luigi Di Bartolomeo, politico italiano (Campobasso, n. 1943 - Campobasso, † 2022)
- Luigi Di Gropello Tarino, politico italiano (Alessandria, n. 1833 - Alessandria, † 1904)
- Luigi Di Maio, politico e funzionario italiano (Avellino, n. 1986)
- Luigi Di Marzio, politico italiano (Bojano, n. 1951)
- Luigi Di Paolantonio, politico italiano (Filadelfia, n. 1921 - Roma, † 1976)
- Luigi Dragonetti, politico e scrittore italiano (L'Aquila, n. 1791 - L'Aquila, † 1871)
- Luigi Ducci, politico italiano (La Spezia, n. 1896 - † 1988)
- Luigi de Crecchio, politico italiano (Lanciano, n. 1832 - Napoli, † 1894)
- Luigi de Magistris, politico e ex magistrato italiano (Napoli, n. 1967)

## E(1)
- Luigi Einaudi, politico, economista e giornalista italiano (Carrù, n. 1874 - Roma, † 1961)

## F(20)
- Luigi Fabbri, politico, sindacalista e partigiano italiano (Conselice, n. 1888 - Roma, † 1966)
- Luigi Facta, politico e avvocato italiano (Pinerolo, n. 1861 - Pinerolo, † 1930)
- Luigi Falco, politico italiano (Dragoni, n. 1951 - Piedimonte Matese, † 2013)
- Luigi Falco, politico e avvocato italiano (Napoli, n. 1914)
- Luigi Famiglietti, politico italiano (Avellino, n. 1975)
- Luigi Fedele, politico italiano (Sant'Eufemia d'Aspromonte, n. 1953)
- Luigi Federzoni, politico e scrittore italiano (Bologna, n. 1878 - Roma, † 1967)
- Luigi Ferraris, politico e avvocato italiano (Sostegno, n. 1813 - Torino, † 1900)
- Luigi Florio, politico italiano (Asti, n. 1953)
- Luigi Follieri, politico italiano (Napoli, n. 1943 - Foggia, † 2024)
- Luigi Maria Foschini, politico italiano (Guardia Sanframondi, n. 1867 - Guardia Sanframondi, † 1943)
- Luigi Foti, politico italiano (Siracusa, n. 1934 - Siracusa, † 2021)
- Luigi Francesetti di Mezzenile, politico e nobile italiano (Torino, n. 1776 - Torino, † 1850)
- Luigi Franchi di Pont, politico italiano (Torino, n. 1803 - Centallo, † 1882)
- Luigi Franza, politico italiano (Ariano Irpino, n. 1939 - Roma, † 2020)
- Luigi Frari, politico italiano (Sebenico, n. 1813 - Sebenico, † 1898)
- Luigi Frausin, politico e partigiano italiano (Muggia, n. 1898 - Trieste, † 1944)
- Luigi Frezzato, politico italiano (Rovigo, n. 1943)
- Luigi Edoardo Frisoni, politico e imprenditore italiano (São Pedro do Sul, n. 1870)
- Luigi Camillo Fumagalli, politico italiano (Bergamo, n. 1886 - † 1969)

## G(27)
- Luigi Gaetti, politico italiano (Mantova, n. 1959)
- Luigi Gaiani, politico e partigiano italiano (Bologna, n. 1910 - Bologna, † 2003)
- Luigi Michele Galli, politico italiano (Gallarate, n. 1924 - Gallarate, † 2001)
- Luigi Gallo, politico italiano (Prato, n. 1977)
- Luigi Gasparotto, politico e avvocato italiano (Sacile, n. 1873 - Roccolo di Cantello, † 1954)
- Luigi Gastaldi, politico italiano (Canneto Pavese, n. 1939)
- Luigi Genina, politico italiano (Mezzenile, n. 1806 - Torino, † 1876)
- Luigi Genovese, politico italiano (Ucria, n. 1925 - Messina, † 2015)
- Luigi Guglielmo Germi, politico italiano (Genova, n. 1786 - Ameglia, † 1870)
- Luigi Giacco, politico italiano (Osimo, n. 1947)
- Luigi Giglia, politico italiano (Campobello di Licata, n. 1926 - Roma, † 1983)
- Luigi Girardin, politico italiano (Mirano, n. 1925 - Padova, † 1997)
- Gino Giugni, politico e giurista italiano (Genova, n. 1927 - Roma, † 2009)
- Luigi Giusso, politico italiano (Napoli, n. 1932 - Catania, † 2000)
- Luigi Granelli, politico italiano (Lovere, n. 1929 - Milano, † 1999)
- Luigi Grassani, politico italiano (Alessano, n. 1926 - Fidenza, † 2010)
- Luigi Grassi, politico, antifascista e partigiano italiano (Torino, n. 1904 - Torino, † 1975)
- Luigi Grassi, politico italiano (Milano, n. 1891 - † 1970)
- Luigi Greco Cassia, politico italiano (Siracusa, n. 1815 - Siracusa, † 1890)
- Luigi Grezzi, politico italiano (Latronico, n. 1922 - Potenza, † 2015)
- Luigi Griffini, politico e avvocato italiano (Crema, n. 1820 - Roma, † 1899)
- Luigi Grigato, politico italiano (Mantova, n. 1918 - Mantova, † 1990)
- Luigi Grillo, politico italiano (Carrara, n. 1943)
- Luigi Guala, politico italiano (Vercelli, n. 1834 - Vercelli, † 1893)
- Luigi Gui, politico e partigiano italiano (Padova, n. 1914 - Padova, † 2010)
- Luigi Guicciardini, politico italiano (Firenze, n. 1478 - † 1551)
- Luigi Gullo, politico italiano (Cosenza, n. 1917 - Cosenza, † 1998)

## I(2)
- Luigi Indelli, politico italiano (Napoli, n. 1828 - Roma, † 1903)
- Luigi Iovino, politico italiano (Napoli, n. 1993)

## L(16)
- Luigi La Rosa, politico italiano (Caltagirone, n. 1875 - Caltagirone, † 1952)
- Luigi Lacquaniti, politico italiano (Oppido Mamertina, n. 1966)
- Luigi Lapenna, politico italiano (Signo, n. 1825 - Waldhof, † 1891)
- Luigi Lazzari, politico italiano (San Cassiano di Lecce, n. 1949)
- Luigi Liguori, politico e medico italiano (n. 1839 - † 1902)
- Luigi Lojacono, politico italiano (Bologna, n. 1888)
- Luigi Lombardi, politico e ingegnere italiano (Dronero, n. 1867 - Roma, † 1958)
- Luigi Londero, politico italiano
- Luigi Longo, politico, partigiano e antifascista italiano (Fubine, n. 1900 - Roma, † 1980)
- Luigi Lucarelli, politico italiano (Napoli, n. 1957)
- Luigi Lucchini, politico e giurista italiano (Piove di Sacco, n. 1847 - Limone sul Garda, † 1929)
- Luigi Lucherini, politico italiano (Arezzo, n. 1930 - Arezzo, † 2022)
- Luigi Luiggi, politico e ingegnere italiano (Genova, n. 1856 - Roma, † 1931)
- Luigi Gianfigliazzi, politico e letterato italiano (Firenze, n. 1310 - Firenze, † 1375)
- Luigi Vitaliano Paulucci di Calboli, politico italiano (Forlì, n. 1783 - Forlì, † 1855)
- Luigi Lusignani, politico italiano (Roma, n. 1877 - Reggio Emilia, † 1927)

## M(37)
- Luigi Macchi, politico italiano (Termini Imerese, n. 1871 - Catania, † 1942)
- Luigi Raffaele Macry, politico italiano (Gioiosa Ionica, n. 1829 - Gerace, † 1897)
- Giovanni Maiorano, politico italiano (Manduria, n. 1974)
- Luigi Majnoni d'Intignano, politico italiano (Milano, n. 1841 - Castelnuovo di Parravicino, † 1918)
- Luigi Malaspina, politico italiano (Bobbio, n. 1809 - Bobbio, † 1863)
- Luigi Manconi, politico, sociologo e critico musicale italiano (Sassari, n. 1948)
- Luigi Maninetti, politico italiano (Visano, n. 1944)
- Luigi Manna, politico italiano (Napoli, n. 1942)
- Luigi Mannelli, politico italiano (Firenze, n. 1803 - Firenze, † 1872)
- Luigi Marchetti, politico italiano (Langosco, n. 1802)
- Luigi Marino, politico italiano (Torre del Greco, n. 1938)
- Luigi Mariotti, politico italiano (Firenze, n. 1912 - Firenze, † 2004)
- Luigi Marras, politico italiano (Bonorva, n. 1922 - Sassari, † 2015)
- Luigi Mascagni, politico e antifascista italiano (Arezzo, n. 1885 - Arezzo, † 1945)
- Luigi Matrone, politico italiano (Torre Annunziata, n. 1923 - Torre Annunziata, † 2008)
- Luigi Mazza, politico sammarinese
- Luigi Mazzei, politico italiano (Cosenza, n. 1929 - Palermo, † 2015)
- Luigi Mazzuto, politico italiano (Roccamandolfi, n. 1954)
- Luigi Medici, politico italiano (Castello di Annone, n. 1836 - Santa Margherita Ligure, † 1915)
- Luigi Meduri, politico italiano (Reggio Calabria, n. 1942)
- Luigi Melegari, politico, diplomatico e giurista italiano (Meletole, n. 1805 - Berna, † 1881)
- Luigi Melzi, politico italiano (Milano, n. 1554 - Milano, † 1629)
- Luigi Memmi, politico italiano (Casarano, n. 1937 - Casarano, † 2007)
- Luigi Meriggi, politico italiano (Stradella, n. 1937 - † 2003)
- Luigi Merlin, politico italiano
- Luigi Messedaglia, politico e medico italiano (Verona, n. 1874 - Arbizzano, † 1956)
- Luigi Meta, politico italiano (Pratola Peligna, n. 1883 - Boston, † 1943)
- Luigi Michiel, politico italiano (Venezia, n. 1814 - Bassano, † 1904)
- Luigi Michiorri, politico italiano (Poggio Mirteto, n. 1900 - Terni, † 1959)
- Luigi Mochi, politico italiano (Pescia, n. 1845 - † 1906)
- Luigi Mombelli, politico e medico italiano (Gallarate, n. 1936)
- Luigi Montresor, politico e dirigente d'azienda italiano (Bussolengo, n. 1862 - Fontechiari, † 1948)
- Luigi Morelli, politico e sindacalista italiano (Castellanza, n. 1895 - † 1954)
- Luigi Moretti, politico italiano (Nembro, n. 1944)
- Luigi Morgano, politico italiano (Brescia, n. 1951)
- Luigi Muratori, politico italiano (Roma, n. 1946 - Roma, † 2005)
- Luigi Musini, politico italiano (Samboseto di Busseto, n. 1843 - Parma, † 1903)

## N(5)
- Luigi Napolitano, politico e partigiano italiano (Papasidero, n. 1924 - † 2000)
- Luigi Natali, politico e avvocato italiano (Rotella, n. 1915 - Ascoli Piceno, † 2013)
- Luigi Nave, politico italiano (Villaricca, n. 1970)
- Luigi Negri, politico, architetto e antiquario italiano (Codogno, n. 1956)
- Luigi Nocera, politico italiano (Sant'Egidio del Monte Albino, n. 1955 - Sant'Egidio del Monte Albino, † 2025)

## O(5)
- Luigi Occhionero, politico italiano (Ururi, n. 1940)
- Luigi Oggiano, politico e avvocato italiano (Siniscola, n. 1892 - Nuoro, † 1981)
- Luigi Olivieri, politico italiano (Pinzolo, n. 1956)
- Luigi Orlandi, politico e partigiano italiano (Bologna, n. 1909 - Bologna, † 2002)
- Luigi Ossoinack, politico e imprenditore ungherese (Fiume, n. 1849 - Fiume, † 1904)

## P(23)
- Luigi Pallaro, politico italiano (San Giorgio in Bosco, n. 1926 - Buenos Aires, † 2020)
- Luigi Palmieri, politico italiano (Cosenza, n. 1913 - † 1970)
- Luigi Panigazzi, politico e partigiano italiano (Val di Nizza, n. 1925 - Val di Nizza, † 2021)
- Luigi Paris, politico italiano (Teramo, n. 1859 - Teramo, † 1936)
- Luigi Paris, politico italiano (n. 1830 - † 1887)
- Luigi Parola, politico italiano (Cuneo, n. 1805 - Cuneo, † 1871)
- Luigi Pedrazzini, politico, avvocato e giornalista svizzero (Locarno, n. 1953)
- Luigi Pellegrino, politico e giurista italiano (Messina, n. 1820 - Messina, † 1883)
- Luigi Pepe, politico italiano (Acquarica del Capo, n. 1946)
- Luigi Pernigotti, politico italiano (Serravalle Scrivia, n. 1803 - Genova, † 1859)
- Luigi Perrone, politico italiano (Corato, n. 1946)
- Luigi Peruzzotti, politico italiano (Gallarate, n. 1952)
- Luigi Petroselli, politico e giornalista italiano (Viterbo, n. 1932 - Roma, † 1981)
- Luigi Pierri, politico italiano (Tramutola, n. 1940 - Tramutola, † 2005)
- Luigi Pingitore, politico italiano (San Pietro Apostolo, n. 1928 - San Pietro Apostolo, † 2017)
- Luigi Pirastu, politico italiano (Tortolì, n. 1913 - Monaco di Baviera, † 1984)
- Luigi Pissavini, politico, avvocato e prefetto italiano (Mortara, n. 1817 - Mortara, † 1898)
- Luigi Pizzardi, politico italiano (Castel Maggiore, n. 1815 - Bologna, † 1871)
- Luigi Polano, politico italiano (Sassari, n. 1897 - Sassari, † 1984)
- Luigi Porcari, politico e avvocato italiano (Matera, n. 1929 - Matera, † 1999)
- Luigi Poterzio, politico italiano (Gorizia, n. 1904 - † 1976)
- Luigi Preti, politico e scrittore italiano (Ferrara, n. 1914 - Bologna, † 2009)
- Luigi Provana di Collegno, politico italiano (Torino, n. 1786 - † 1861)

## Q(1)
- Luigi Zenone Quaglia, politico italiano (Torino, n. 1788 - Torino, † 1860)

## R(18)
- Luigi Ranco, politico italiano (Asti, n. 1813 - Torino, † 1887)
- Luigi Rech, politico, sindacalista e dirigente sportivo italiano (Faller, n. 1926 - Dudelange, † 2012)
- Luigi Repossi, politico e rivoluzionario italiano (Milano, n. 1882 - Milano, † 1957)
- Luigi Revedin, politico italiano (Venezia, n. 1807 - Treviso, † 1887)
- Luigi Ridolfi Vay da Verrazzano, politico, imprenditore e dirigente sportivo italiano (Firenze, n. 1895 - Padova, † 1958)
- Luigi Rinaldi, politico italiano (Serra Sant'Abbondio, n. 1938 - Ancona, † 2023)
- Luigi Nicola Riserbato, politico italiano (Trani, n. 1969)
- Luigi Rocco, politico italiano (San Giorgio Lucano, n. 1882 - † 1974)
- Luigi Rocco, politico italiano (Napoli, n. 1894 - † 1951)
- Luigi Candido Rosati, politico italiano (Romeno, n. 1914 - Cles, † 2012)
- Luigi Rossi di Montelera, politico e dirigente d'azienda italiano (Torino, n. 1946 - Aosta, † 2018)
- Luigi Rossi, politico italiano (Codigoro, n. 1910 - † 1997)
- Luigi Rossi, politico italiano (Mortara, n. 1795 - Mortara, † 1860)
- Luigi Roux, politico, giornalista e editore italiano (Torino, n. 1848 - Torino, † 1913)
- Luigi Roveda, politico italiano (Novi Ligure, n. 1936 - Milano, † 2005)
- Luigi Roversi, politico italiano (Reggio nell'Emilia, n. 1858 - Reggio nell'Emilia, † 1917)
- Luigi Ruggeri, politico italiano (Ancona, n. 1901 - Roma, † 1974)
- Luigi Russo, politico italiano (Monopoli, n. 1904 - Monopoli, † 1992)

## S(19)
- Luigi Renato Sansone, politico e avvocato italiano (Lucera, n. 1903 - Modena, † 1967)
- Luigi Sanvitale, politico e filantropo italiano (Parma, n. 1799 - Fontanellato, † 1876)
- Luigi Sappa, politico italiano (Rezzo, n. 1948)
- Luigi Scarfiotti, politico, ingegnere e pilota automobilistico italiano (Torino, n. 1891 - Roma, † 1974)
- Luigi Scotti, politico italiano (Cernusco sul Naviglio, n. 1936 - Roma, † 2008)
- Luigi Seismit Doda, politico e generale italiano (Zara, n. 1817 - Roma, † 1890)
- Luigi Seyssel d'Aix, politico italiano (Torino, n. 1820 - Torino, † 1880)
- Luigi Sidoti, politico italiano (Mineo, n. 1936)
- Luigi Sileoni, politico italiano (Macerata, n. 1939 - Macerata, † 2012)
- Luigi Silipo, politico italiano (Catanzaro, n. 1900 - † 1978)
- Luigi Silvestrelli, politico italiano (Roma, n. 1827 - Firenze, † 1867)
- Luigi Simeoni, politico italiano (Palermo, n. 1847 - Napoli, † 1910)
- Luigi Socini Guelfi, politico italiano (Siena, n. 1906 - Siena, † 2008)
- Luigi Solidati Tiburzi, politico italiano (Contigliano, n. 1825 - Contigliano, † 1889)
- Luigi Sormani Moretti, politico italiano (Reggio nell'Emilia, n. 1834 - Correggio, † 1908)
- Luigi Spagnolli, politico, dirigente pubblico e dirigente sportivo italiano (Bolzano, n. 1960)
- Luigi Spezzotti, politico italiano (Udine, n. 1876 - Udine, † 1964)
- Luigi Squillario, politico e banchiere italiano (Gueugnon, n. 1935 - Biella, † 2020)
- Luigi Strozzi, politico e militare italiano (Wieliczka, n. 1801 - Mantova, † 1868)

## T(9)
- Luigi Tamburrano, politico italiano (San Giovanni Rotondo, n. 1894 - Foggia, † 1964)
- Luigi Tanari, politico italiano (Bologna, n. 1820 - Bologna, † 1904)
- Luigi Taranto, politico italiano (Palermo, n. 1960)
- Luigi Tartari, politico italiano (Roma, n. 1924 - † 1989)
- Luigi Tassinari, politico italiano (Firenze, n. 1929 - Montevarchi, † 2014)
- Luigi Tegas, politico e prefetto italiano (San Secondo di Pinerolo, n. 1823 - San Secondo di Pinerolo, † 1897)
- Luigi Torelli, politico italiano (Villa di Tirano, n. 1810 - Tirano, † 1887)
- Luigi Tornielli, politico italiano (Novara, n. 1817 - Santa Margherita Ligure, † 1890)
- Luigi Tropeano, politico italiano (Badolato, n. 1920 - † 1987)

## V(10)
- Luigi Valchera, politico italiano (Frosinone, n. 1881 - Frosinone, † 1946)
- Luigi Valenti Serini, politico italiano (Castelnuovo Berardenga - Siena, † 1912)
- Luigi Vallone, politico italiano (Galatina, n. 1907 - Galatina, † 1972)
- Luigi Vercillo, politico italiano (Cosenza, n. 1793 - Napoli, † 1872)
- Luigi Vertemati, politico e saggista italiano (Bernareggio, n. 1938 - Milano, † 2012)
- Luigi Vicari, politico italiano (Garessio, n. 1815 - Torino, † 1874)
- Luigi Vimercati, politico italiano (Monza, n. 1953)
- Luigi Vinci, politico italiano (Roma, n. 1939)
- Luigi Vitali, politico italiano (Taranto, n. 1955)
- Luigi Viviani, politico italiano (Verona, n. 1937)

## Z(7)
- Luigi Zanda, politico e avvocato italiano (Cagliari, n. 1942)
- Luigi Zanoni, politico italiano (Paese, n. 1898 - Paese, † 1958)
- Luigi Zappelli, politico italiano (Vignone, n. 1886 - Losanna, † 1948)
- Luigi Ziliotto, politico e patriota italiano (Zara, n. 1863 - Zara, † 1922)
- Luigi Zocchi, politico italiano (Varese, n. 1950)
- Luigi Zorzi, politico italiano (Venezia - Venezia, † 1593)
- Luigi Zuppante, politico italiano (Orte, n. 1903 - Roma, † 1986)